# آرتور ادوارد گرست
آرتور ادوارد گرست (انگلیسی: Arthur Edward Grasett؛ ۲۰ اکتبر ۱۸۸۸ – ۴ دسامبر ۱۹۷۱ (aged 82)) فرد نظامی اهل بریتانیا بود. وی همچنین برندهٔ جوایزی همچون نشان امپراتوری بریتانیا و نشان حمام شده‌است.